# Tehom
Tehom (in ebraico תְּהוֹם‎? təhôm) è una parola ebraica biblica che significa "abisso". È usato per descrivere l'oceano cosmisco primordiale e le acque ricoprenti la Terra dopo la Creazione. Deriva da una radice semitica che denotava il mare come un'entità non personificata con importanza mitologica.
Il Tehom è menzionato in Genesi 1:1, dove è tradotto come "Abisso":
(Genesi 1:1 NR06)
La stessa parola è usata per indicare, anche, l'origine del Diluvio Universale in Genesi 7:11 :

## Gnosticismo
Gli gnostici usarono Genesi 1:2 implicando che il Dio Creatore originale, da loro chiamato "Pléroma" o "Bythós" (dal greco, che significa "Profondo"), preesistesse a Elohim, e avesse dato origine a divinità e spiriti successivi attraverso emanazioni, progressivamente sempre più distanti e lontane dalla forma originaria.
Nella cosmologia mandeana, il Mare di Suf (o Mare di Sup) è un mare primordiale nel Mondo delle Tenebre.

## Cabala
Il sostantivo Tehom è menzionato anche come la prima delle sette "Abitazioni Infernali" che corrispondono ai dieci Qliphoth (letteralmente "bucce") della tradizione cabalistica ebraica, spesso al posto dello Sheol.
Robert R. Stieglitz affermò che i testi eblaitici dimostrano l'equazione della dea Berouth nella mitologia di Sanchuniathon con l'ugaritico thmt e l'accadico Tiâmat, poiché il mare era chiamato tihamatum, e anche buʾrâtum = cananeo beʾerôt ("fontane").